# Mateusz Sitek
Mateusz Sitek (ur. 19 października 2003, zm. 6 czerwca 2024 w Warszawie) – polski wojskowy, żołnierz 1 Warszawskiej Brygady Pancernej, który zginął wskutek ataku migranta w czasie kryzysu migracyjnego na granicy polsko-białoruskiej.

## Życiorys
Pochodził ze wsi Plewica, był synem Emilii i Grzegorza. W latach 2019–2022 uczęszczał do klasy wojskowej III Liceum Ogólnokształcącego im. Mikołaja Kopernika w Wyszkowie. Jako uczeń wielokrotnie reprezentował szkołę w poczcie sztandarowym, uczestniczył w przedsięwzięciach o charakterze patriotycznym oraz charytatywnym. Początkowo służył w szeregach Wojsk Obrony Terytorialnej. W 1 Warszawskiej Brygadzie Pancernej służył od 18 grudnia 2023 roku. Bezpośrednio po ukończeniu szkolenia został skierowany do działań przy granicy polsko-białoruskiej w związku z trwającym tam od 2021 roku kryzysem migracyjnym.
Był piłkarzem zespołu WKS Rząśnik, grał na pozycji napastnika, rzadziej bocznego pomocnika.

## Okoliczności śmierci
Rankiem 28 maja 2024 roku przy granicy z Białorusią w okolicach wsi Dubicze Cerkiewne został zaatakowany nożem przez jednego z migrantów, którzy próbowali sforsować barierę graniczną. Sprawca przecisnął broń przez szczelinę pomiędzy przęsłami zapory i ugodził Sitka w okolicy klatki piersiowej. Po udzieleniu pierwszej pomocy został przewieziony do szpitala w Hajnówce, gdzie został poddany operacji, następnie przetransportowano go do Wojskowego Instytutu Medycznego w Warszawie, w którym zmarł. 6 czerwca Dowództwo Generalne Rodzajów Sił Zbrojnych poinformowało o jego śmierci.

## Upamiętnienie
Pośmiertnie został awansowany ze stopnia szeregowego do stopnia sierżanta i odznaczony Krzyżem Zasługi za Dzielność przez prezydenta Andrzeja Dudę oraz Złotym Medalem „Za zasługi dla obronności kraju” przez ministra obrony narodowej Władysława Kosiniaka-Kamysza. Jego pogrzeb odbył się 12 czerwca 2024 roku w miejscowości Nowy Lubiel, a na cześć poległego żołnierza tego dnia w południe w całej Polsce zawyły syreny pojazdów służb mundurowych.
Imię sierżanta Sitka będzie nosić Komponent Obrony Pogranicza WOT, który jest odpowiedzialny za obronę granicy polsko-białoruskiej.
31 lipca 2024 roku, podczas uroczystości z okazji 80. rocznicy powstania warszawskiego, na cześć żołnierza jeden z czołgów M1A1 Abrams, należący do 1. batalionu czołgów 1 Warszawskiej Brygady Pancernej, został nazwany „Sitek-21”. Nazwa czołgu została namalowana na jego lufie, a uroczystego odsłonięcia dokonała matka Mateusza, Emilia Sitek.